# Aktion Bürger für Gerechtigkeit
Aktion Bürger für Gerechtigkeit (Kurzbezeichnung ABG) ist eine deutsche Kleinpartei. Sie wurde im Juli 2020 gegründet und trat 2023 erstmals zu einer Landtagswahl an.

## Geschichte
Die Partei wurde am 31. Juli 2020 in Dietmannsried aus Protest gegen die Corona- und Klimapolitik gegründet.
Sie trat zur Landtagswahl in Hessen 2023 mit Spitzenkandidatin Eva Hemm an und erhielt 4442 Landesstimmen, was einem Stimmenanteil von 0,2 % entsprach. 
Bei der Europawahl 2024 kandidierte sie deutschlandweit mit Spitzenkandidatin Loreen Bermuske.  Auf die ABG entfielen 25.501 Stimmen, das entsprach 0,1 % der gültigen Stimmen.

## Programmatik
Die Partei lehnt alle Coronaschutzmaßnahmen ab. Die ABG tritt für mehr direktdemokratische Elemente ein, z. B. die Direktwahl des Bundespräsidenten. Sie fordert den Erhalt des Bargelds und den Austritt Deutschlands aus der Europäischen Union. Zudem leugnet sie den menschengemachten Klimawandel und bezeichnet ihn als „CO2-Lüge“. Weiterhin möchte die Partei den von ihr postulierten Missbrauch des Asylrechts bekämpfen.